# Smíchovské nádraží (métro de Prague)
Smíchovské nádraží est une station de métro à Prague, en Tchéquie. Située sur la ligne B du métro de Prague entre Radlická et Anděl, elle est ouverte depuis le 2 novembre 1985.